# De fem byarna

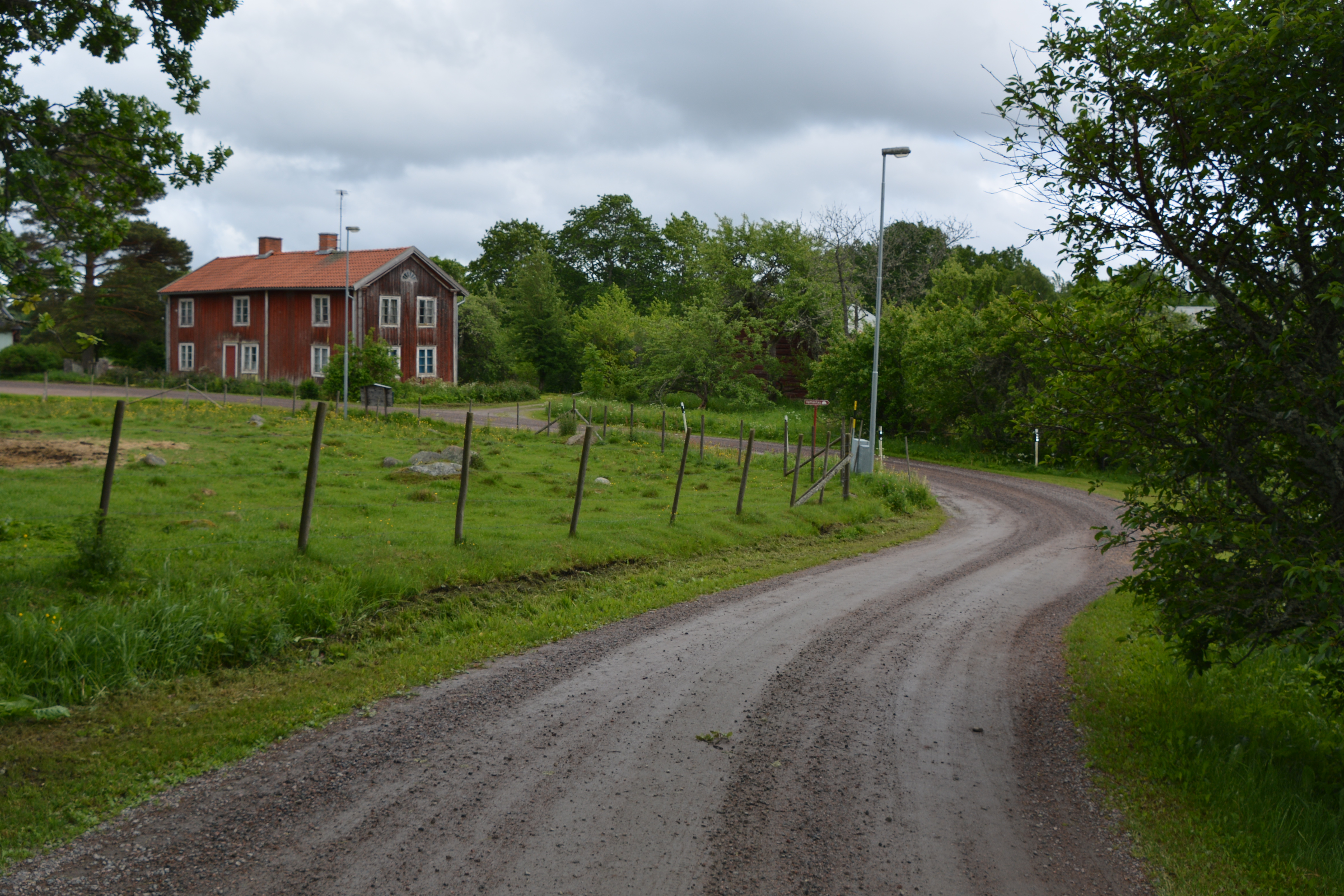
Hargshult

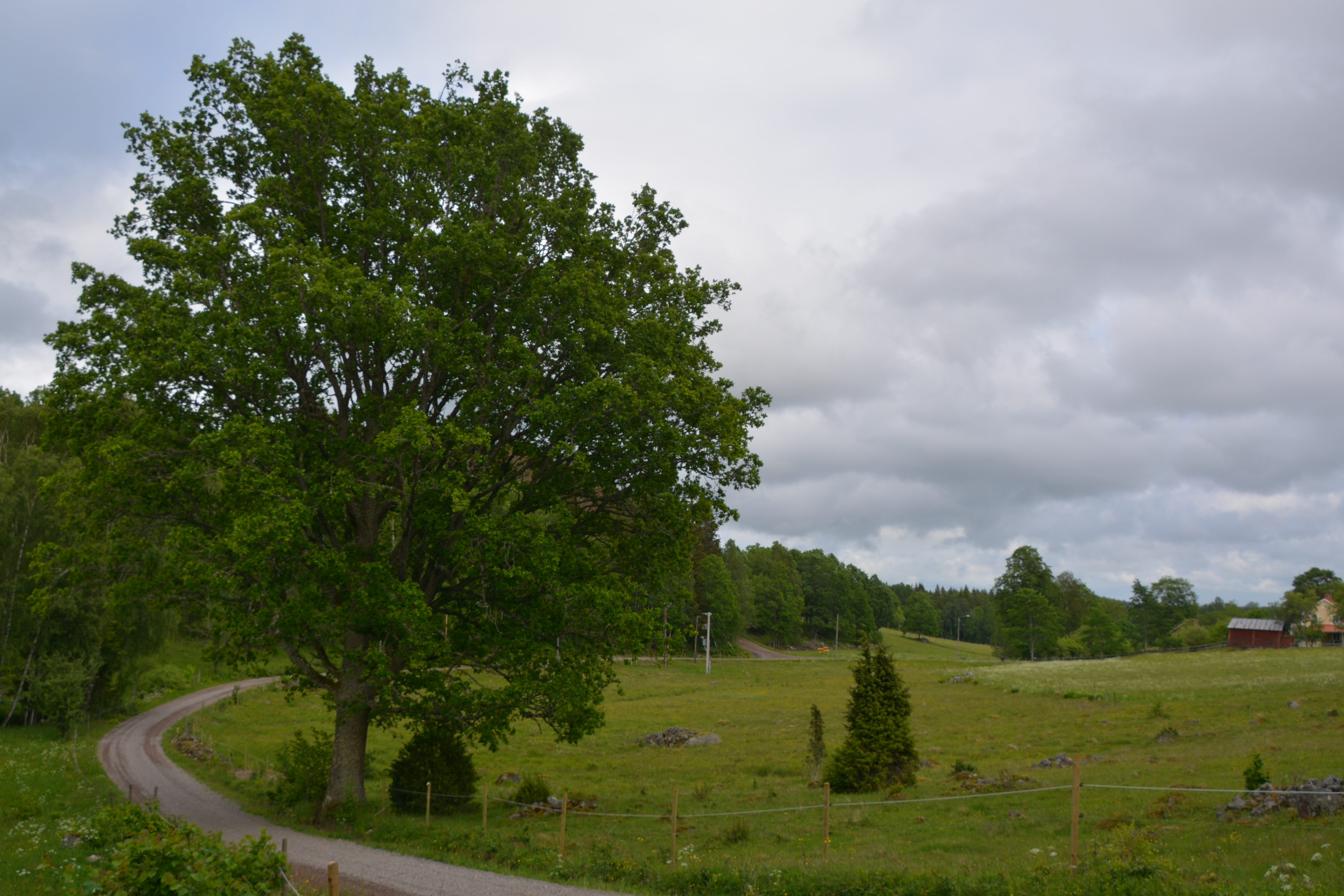
Högeruda

De fem byarna är ett natur- och kulturhistoriskt värdefullt område på småländska höglandet mellan Virserum och Järnforsen, på gränsen mellan Kalmar län och Jönköpings län. 
Länsstyrelserna i Kalmar och Jönköpings län har under flera år arbetat med en utredning om bildande av kulturreservat i detta område. Byarna är Harghult i Jönköpings län samt Högeruda, Skinnskälla, Ryd och Västra Gränö i Kalmar län. Utredningen resulterade i en omfattande dokumentation av byarna, både av bebyggelsen och det tillhörande odlingslandskapet. Arbetet med kulturreservat i dessa byar är numera[när?] vilande på grund av begränsade resurser. Bebyggelsen och landskapet har bedömts ha mycket stora värden. 
Sydost om Ryd, i Slättemossa, finns en välbevarad varggrop och Klotberghällarna i Slättemossa.

## Klassning av området
För en del av området antogs år 2005 en bevarandeplan enligt Natura 2000 med syftet att vårda och bevara de artrika ängs- och betesmarker som genom långvarig hävd vuxit fram i byarna Högeruda och Skinnskälla. Delar av området utgör också riksintressen för kulturmiljövården (H72 Högeruda-Ryd) och representerar bymiljöer med 1800-talskaraktär i skogsbygd med välbevarad bebyggelse. I kommunens Kulturminnesvårdsprogram från 1991 nämns även den närliggande byn Slättemossa.
I en intervju på ett uppslag i Barometern OT i augusti 2013 intervjuades länsantikvarien i Kalmar län, Kjell-Håkan Arnell. I anslutning till intervjun publicerades en lista med "4 platser i Kalmar län som Kjell-Håjkan Arnell varmt rekommenderar". På andra plats kom "Byarna Skinnskälla, Högeruda och Ryd" utanför Virserum (vid sidan av detta nämndes Valsnäs sjömarker på östra Öland, Misterhults skärgård och Kalmar stad).